# Chilling Adventures of Sabrina
Chilling Adventures of Sabrina är en amerikansk Netflixserie som är framtagen av Roberto Aguirre-Sacasa och som är baserad på serietidningarna med samma namn. Serien är producerad av Warner Bros. Televsion, ihop med Berlanti Productions och Archie Comics och i rollerna syns Kiernan Shipka, Ross Lynch, Lucy Davis, Chance Perdomo, Michelle Gomez, Jaz Sinclair, Tati Gabrielle, Adeline Rudolph, Richard Coyle, Miranda Otto, Lachlan Watson och Gavin Leatherwood.
I juli 2020 avbröt Netflix serien.